# Frano Supilo

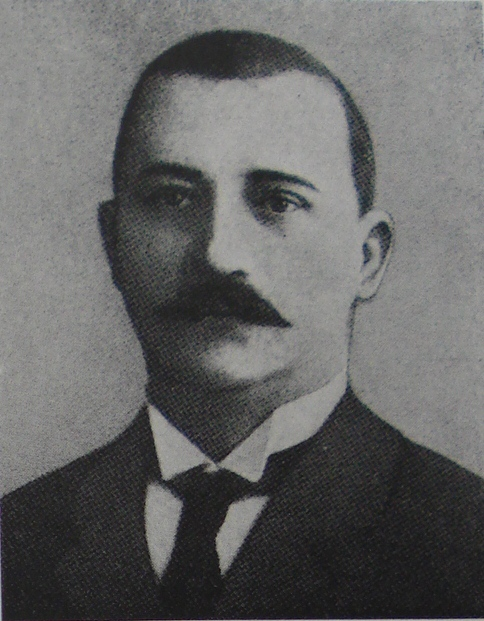
Frano Supilo

Frano Supilo (30 de noviembre de 1870 - 25 de septiembre de 1917) fue un político y periodista croata del Imperio austrohúngaro. Fue una importante figura política en los veinte años anteriores a la Primera Guerra Mundial, defensor de la unidad de los eslavos del sur y del abandono de estos del Imperio austrohúngaro para formar un nuevo Estado.
Su carrera fue una serie de giros radicales en política al tratar de conciliar los intereses nacionales de Croacia, según su entender, con la idea de una unidad de los eslavos del sur ("yugoslavismo") y, al mismo tiempo, resistía las aspiraciones imperiales de Serbia, Italia, Hungría y las grandes potencias europeas.
Como periodista, fue uno de los más agudos y coherentes escritores políticos de Croacia, con conceptos e ideas modernos.

## Inicios
Supilo nació en Cavtat en 1870 y completó la educación primaria en Dubrovnik. Tuvo que abandonar la escuela superior naval debido a sus problemas pecuniarios y en su lugar asistió a una escuela agrícola durante dos años en Gruz, que pertenecía al barón Frano Gondola. Después de graduarse el 17 de enero de 1887, trabajó como asistente de profesor en la misma escuela. Viajó por los viñedos de Dalmacia instruyendo a los viticultores sobre la peronospora.
Su carrera política comenzó cuando se convirtió en fundador y editor de Crvena Hrvatska ("Croacia roja") en Dubrovnik (1890-99), un periódico de asuntos políticos y sociales basado en las ideas del Partido Croata por los Derechos y en la lucha por la unificación de Dalmacia con Croacia (en aquel momento la primera pertenecía a la parte austriaca del Estado mientras que la segunda formaba parte de la mitad húngara).
Supilo desempeñó el papel principal en el cambio de la opinión pública que quedó patente en varias elecciones que llevaron a la caída del Partido Autónomista (regionalistas y filo-italianos) y de la coalición serbia que había obtenido el poder en el municipio de Dubrovnik en la década de 1880 con el apoyo de la corte de los Habsburgo, que siguió la política de divide et impera. Se convirtió en uno de los líderes del Partido Croata por los Derechos en 1895. Después de la división del partido, hizo campaña en contra Josip Frank, que encabezaba la escisión del mismo.
En 1900, trabajó en Rijeka como el comisionado de la sección dálmata del partido, tratando de usar el periódico que editaba (Novi list, nombre que se trocó en Riječki novi en 1907) para influir en la política croata, orientándola hacia una cooperación política entre los eslavos del sur y favoreciendo un acuerdo con los demás pueblos del Imperio austrohúngaro que estaban sufriendo la política de germanización. Junto con Ante Trumbić, se convirtió en la principal figura de la política dálmata que defendió la necesidad de unir los territorios de población croata con el resto de territorios poblados por eslavos del sur, incluyendo Serbia y Montenegro, abandonando el Imperio y abogando por la igualdad política de croatas y serbios. A diferencia de los dirigentes originales del partido, Supilo hizo menor hincapié en las tradiciones administrativas croatas que en las realidades del momento que, a su juicio, exigían el abandono de Austria-Hungría para formar una nueva entidad eslava.

## La Coalición Croato-serbia

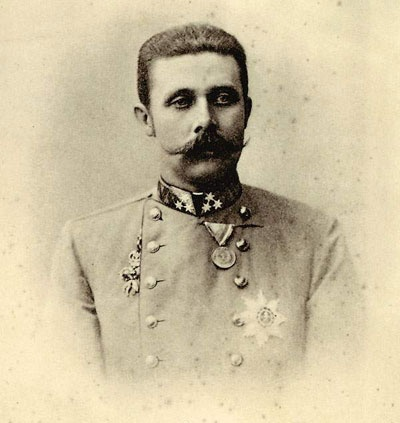
El heredero al trono austrohúngaro, Archiduque Francisco Fernando de Austria, exponente de la política filogermana en el Imperio y adversario del yugoslavismo original de Supilo.

Junto con Ante Trumbić y Josip Smodlaka fue uno de los iniciadores de la política del "nuevo rumbo" y la creación de la Declaración de Rijeka ; fundador de la Coalición croato-serbia (en croata: Hrvatsko-srpska koalicija, HSK) responsable de su ascenso al poder en la Croacia-Eslavonia autónoma. El acuerdo entre partidos croatas y serbios se dio asimismo en la Dalmacia natal de Supilo.
Supilo dio un giro radical a la política tradicional del Partido Croata por los Derechos en dos aspectos, el ideológico y en el de la praxis política.
Ideológicamente, Supilo se convirtió en el autor de la propuesta de un yugoslavismo moderado. Pensaba que los croatas y los serbios (más tarde incluyó a los eslovenos) eran un solo pueblo con tres "tribus". Esta idea, que hoy parece extraña, era compartida por muchos de sus contemporáneos, por el tardío nacionalismo de los croatas, serbios y eslovenos (más aún en el caso de otros eslavos del sur como los macedonios, bosnios y montenegrinos), la proximidad territorial de los serbios y croatas, y el hecho de que los dos pueblos hablan dialectos de la misma lengua, alguno compartido. En la práctica, la creación de la coalición significó el primer reconocimiento histórico de los serbios como entidad política en Croacia.
Un cambio aún más radical consistió en los intentos, finalmente infructuosos, de la coalición y del propio Supilo de negociar con los políticos húngaros e italianos del Imperio austrohúngaro. Fue una decisión muy valiente e innovadora pero no tuvo éxito. Supilo trató de aprovechar el conflicto temporal entre la corte de Viena y los irredentistas italianos y los imperialistas húngaros, tradicionales adversarios de los croatas y que reclamaban su derecho en algunas tierras, los italianos en la Dalmacia y los húngaros, en el norte de la Croacia histórica. Trató de convertirlos en aliados de Croacia en la lucha por la democratización general de la monarquía, que a su juicio beneficiaría todos los pueblos que la formaban. Sin embargo, los intereses internos de todos las partes involucradas: los imperialismos italiano y húngaro estaban tan profundamente arraigados que sólo sucumbieron tras las guerras mundiales. En cuanto al nacionalismo serbio, Supilo subestimó las ansias de Serbia de obtener ganancias territoriales en una gran parte de Bosnia y Herzegovina y en la propia Croacia.
Su idea de que el expansionismo alemán hacia el este hacía peligrar a las comunidades no germanas favorecía el acuerdo entre estas y se tradujo en la práctica en oposición radical al círculo de personalidades filogermanas que rodeaban al heredero al trono del Imperio, el archiduque Francisco Fernando de Austria, que trataba de utilizar a la formación de Frank para contrarrestar la influencia de los yugoslavistas en los territorios de población eslava.
Cuando la Coalición croato-serbia ganó las elecciones de 1906 por amplia mayoría, Supilo se convirtió en diputado del Parlamento croata y figura principal de la Coalición. Cuando el Parlamento húngaro en la primavera de 1907 decidió que el húngaro sería la lengua oficial de los ferrocarriles de Croacia, Supilo encabezó la oposición croata en las maniobras de obstrucción en el parlamento. Desarrolló una dura campaña contra el ban Levin Rauch, que apoyaba la postura húngara. Supilo también propuso la discusión sobre la cuestión fundamental de la situación constitucional de Croacia, abogando por la unificación de los tres territorios de población croata (Croacia, Eslavonia y Dalmacia), oponiéndose así a la estructura dual del Estado. Su actitud radical le hizo entrar en conflicto con los dirigentes de la Coalición, que abogaban por una política más moderada con el fin de lograr otro mandato.
Supilo trató de llevar la política de Croacia a la vanguardia de la lucha de los eslavos del sur en Austria-Hungría por la unificación, mientras que la parte serbia de la Coalición y algunos de sus miembros croatas preferían armonizar la política de Croacia con la del Reino de Serbia, lo que hubiese llevado a Croacia a una posición subordinada a Serbia. Durante los juicios por alta traición (1909), formados por motivos políticos contra los funcionarios serbios del Imperio e iniciados por la corte de Viena a causa de la crisis en torno a la anexión de Bosnia y Herzegovina en 1908, Supilo defendió el firme apoyo de los croatas a los serbios juzgados para conservar la armonía entre croatas y serbios con base en los principios de la Declaración de Rijeka y la Declaración de Zadar.

## Defensa del Estado yugoslavo federal

### Vísperas de la Guerra Mundial
Su actitud provocó una fuerte reacción en los círculos de poder de Austria, que utilizaron el juicio Friedjung, iniciado por la Coalición, para tratar de desacreditar y expulsar de la política a Supilo. A pesar de que las calumnias contra él se evidenciaron en el juicio, Supilo abandonó la Coalición para facilitar su posición en 1910. La Coalición aceptó entonces un compromiso para poner fin al juicio, logrando la caída del ban Rauch y aceptando al nuevo ban Nikola Tomašić. Desde ese momento hasta la disolución del Imperio y la creación del Reino de los Serbios, Croatas y Eslovenos (diciembre de 1918), la Coalición fue en parte un instrumento en manos del político pragmático más influyente y capaz de la época en Croacia, Svetozar Pribićević, serbio, que defendía la unión centralista y esperó a la desaparición de la Monarquía por la Guerra Mundial para lograr la unidad con Serbia. Supilo denunció la política oportunista de los dirigentes de la Coalición de someter Croacia a la política del reino serbio, subordinándola en la futura unión este. Aunque acabó teniendo razón en sus advertencias, Pribićević nunca tuvo la intención de dar a Croacia una posición destacada en el futuro Estado de los eslavos meridionales. Supilo, por su parte, abogó por la asimilación de los eslovenos, sin tradición estatal, a la comunidad croata, mientras criticaba la misma maniobra en el caso de los políticos serbios.
Tras el asesinato en Sarajevo Supilo huyó a Italia. Él, Trumbić y Meštrović comenzaron la actividad política con el objetivo de separar a los croatas, serbios y eslovenos de Austria-Hungría y unirlos con Serbia y Montenegro. También participó en la creación del Comité Yugoslavo. Trató de persuadir a los gobiernos de la Triple Entente de crear una Yugoslavia que abarcase todas las regiones eslavas del sur. En sus misiones en Burdeos, Londres y San Petersburgo en 1914-15, Supilo se opuso a las ambiciones imperialistas de Italia en el Adriático y promovió un compromiso en esta cuestión. Cuando se enteró de las negociaciones secretas entre la Triple Entente e Italia emprendió una acción enérgica para evitar la entrega de las regiones del Adriático mayoritariamente croatas y eslovenas a Italia.

### Comité Yugoslavo y negociaciones con Serbia
Supilo propuso la unidad democrática de los eslavos del sur y su igualdad nacional en una Yugoslavia federal. Este punto de vista le hizo enfrentarse al primer ministro serbio Nikola Pašić, figura principal de la realpolitik  serbia y defensor de la idea de la Gran Serbia, y a la mayoría del Comité Yugoslavo. En esencia, a la defensa de un Estado completamente nuevo en el que eslovenos, croatas y serbios obtuviesen una igualdad administrativa, defendida por Trumbić y Supilo, se oponía la idea expansionista serbia, con concesiones a eslovenos y croatas, de Pašić y sus aliados, incluso parte del propio Comité. Supilo, cada vez más receloso de las intenciones de Pašić, fue exigiendo una serie de concesiones de Pašić durante la guerra que, a su juicio, eran necesarias para mostrar la voluntad de unificación igualitaria por parte del gobierno serbio.
La firma del secreto Tratado de Londres, que estipulaba la entrega a Italia de amplios territorios con población eslava, moderó la oposición del Comité a postura del gobierno serbio, viendo en su desempeño en la guerra la mejor garantía para lograr la unificación eslava y defenderse del imperialismo italiano. Pašić, descontento al tiempo con las concesiones de territorio serbio a Bulgaria para tratar de atraer a este país al bando de la Entente, recibió concesiones en Eslavonia, Bačka, Dalmacia y Bosnia-Herzegovina, de las que no informó al Comité, que acabó enterándose. Supilo consideraba estas negociaciones secretas una manipulación colonialista que dividía los territorios con población croata entre el imperialismo italiano y el serbio, Ante estas concesiones de territorios de población croata, Supilo expuso una nueva propuesta de confederación de eslovenos, croatas y serbios, rechazada por el Comité, y que fue el desencadenante de su abandono de este organismo (5 de junio de 1916), aunque ya anteriormente la desilusión de Supilo con la postura del gobierno serbio, la moderación del Comité y la evolución de la situación política había ido creciendo, diluyendo su entusiasmo yugoslavista primero.

### Abandono del Comité y defensa de una Croacia independiente

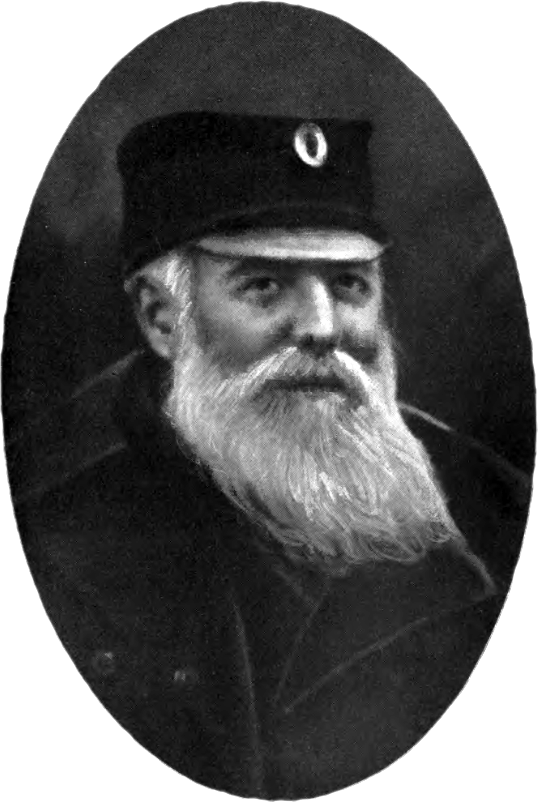
Nikola Pašić, primer ministro serbio durante la Primera Guerra Mundial y principal adversario de las tesis confederales de Supilo para el nuevo Estado yugoslavo.

Abogó entonces por la formación de un nuevo comité exclusivamente croata que solicitase a la Entente la creación de una Croacia independiente, postura más radical que la de sus antiguos colegas del Comité que, ante la amenaza italiana y la posibilidad de que un acuerdo con el Imperio austrohúngaro impidiese la separación de los territorios eslavos, estaban dispuestos a mayores concesiones al gobierno serbio. Desde su abandono del Comité hasta su muerte, Supilo continuó tratando de interesar a la Entente en el futuro de Croacia y de favorecer una solución integral de la cuestión eslava del sur sobre la base de la igualdad nacional (son famosas sus cartas a políticos británicos, italianos y rusos como Edward Grey, el ministro de exteriores italiano Sidney Sonnino o el ministro de exteriores ruso Sazonov).
En septiembre de 1917, tuvo una crisis nerviosa y murió en un hospital psiquiátrico en Londres a la edad de 47 años. Su muerte fue inmortalizado por Miroslav Krleža en sus "Baladas de Petrica Kerempuh": "Frano Supilo, cuyo corazón fue comido por la herida de Croacia" (en croata: Sopilovog Frana, / kem serce pregrizla horvacka je rana).
Junto con Stjepan Radić, Frano Supilo se perfila como la máxima figura trágica de la política moderna croata. Su primera ilusión en la unidad autónoma de las comunidades eslavas del sur y su posterior desencanto fueron compartidas por numerosos miembros de la intelectualidad croata de su época.

## Obras
En croata:
- Politika u Hrvatskoj (Política croata), reprint, Zagreb, 1953
- Politički spisi, članci, govori (Escritos políticos, artículos y discursos), Zagreb, 1970
- Izabrani politički spisi (Antología de escritos políticos), GM, Zagreb, 2000